# قولون مستعرض
القولون المستعرض (باللاتينية: Colon transversum) هو الجزء الأطول والأكثر حركةً من القولون. وهو جزء من الأمعاء الغليظة يمتد من الثنية الكبدية حتى الثنية الطحالية.

## البنية
يعبر القولون المستعرض البطن كامتداد للقولون الصاعد عند الثنية القولونية اليمنى (أو الكبدية) ثم يتحدب نزولاً ليستمر كقولون نازل حيث ينحني بحدة على نفسه تحت الجزء السفلي من الطحال ليشكل الثنية القولونية اليسرى (أو الطحالية). 
يشكل أثناء سيره تقوساً، حيث يتجه التقعر منه إلى الخلف وإلى الأعلى قليلاً. عند نهايته الطحالية هناك غالباً انحناء مفاجئ على شكل حرف (U) قد ينزل أسفل من الانحناء الرئيسي.
يغطى كاملاً بالصفاق، وهو متصل بالحافة السفلية للمعثكلة بواسطة غشاء كبير، عريض ومضاعف، ليشكل مساريقا القولون المستعرض.

## العلاقات التشريحية
يكون القولون المستعرض على علاقة:
- من خلال سطحه العلوي، مع الكبد، المرارة، الانحناء الكبير للمعدة، الحافة السفلية للطحال.
- من خلال سطحه السفلي، مع الأمعاء الدقيقة.
- من خلال سطحه الأمامي، مع الطبقة الخلفية للثرب الكبير، وجدار البطن.
- من خلال سطحه الخلفي، يرتبط من اليمين إلى اليسار مع الجزء النازل من العفج، رأس المعثكلة، وبعض عرى الصائم واللفائفي.

## التغذية الوعائية العصبية

### التغذية الشريانية
يشتق القولون المستعرض من المعي المتوسط والمعي الخلفي، لذلك يتلقى تروية من الشريان المساريقي العلوي وكذلك الشريان المساريقي السفلي كما يلي:
- الشريان القولوني الأيمن (فرع من الشريان المساريقي العلوي).
- الشريان القولوني الأوسط (فرع من الشريان المساريقي العلوي).
- الشريان القولوني الأيسر (فرع من الشريان المساريقي السفلي).[2]

### العود الوريدي
يتم العود الوريدي عبر الوريد القولوني الأوسط الذي يصب في الوريد المساريقي العلوي.

### التعصيب
- يتلقى الثلثان الدانيان من القولون المستعرض (المشتق من المعي المتوسط) تعصيبهما الودي والنظير الودي والحسي من الضفيرة المساريقية العلوية.
- يتلقى الثلث القاصي من القولون المستعرض (المشتق من المعي الخلفي) تعصيبه الودي والنظير الودي والحسي من الضفيرة المساريقية السفلية وفق ما يلي: 
  - التعصيب نظير الودي عبر الأعصاب الحشوية الحوضية.
  - التعصيب الودي عبر الأعصاب الحشوية القطنية.

### النزح اللمفاوي
ينزح لمف القولون المستعرض إلى العقد اللمفاوية المساريقية العلوية.

## الوظيفة
يمتص القولون المستعرض الماء والأملاح.

## صور إضافية
- 1:قولون صاعد.
 2:قولون مستعرض. 
 3:قولون نازل.
4:قولون سيني.
5:المستقيم.

1:قولون صاعد. 2:قولون مستعرض. 3:قولون نازل. 4:قولون سيني. 5:المستقيم.
رسم يوضح الأقطار الداخلية للأجزاء المختلفة من الأمعاء الغليظة. حيث القولون المستعرض (في أعلى الصورة) يقيس قطره الداخلي حوالي 5.8 cm (يتراوح بين 5.0-6.5 cm)[4]
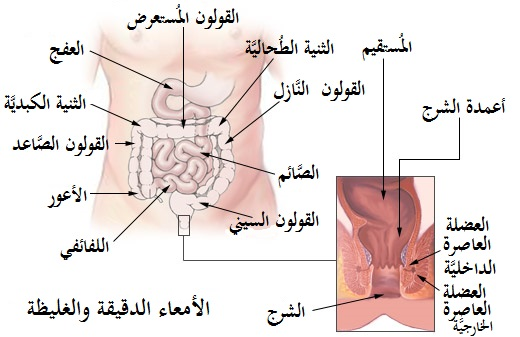
الأمعاء.
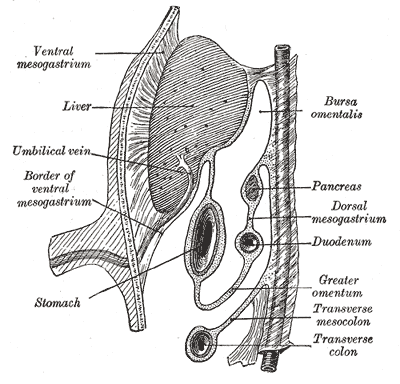
رسم توضيحي للجراب الثربي. جنين بشري بعمر ثمانية أسابيع.
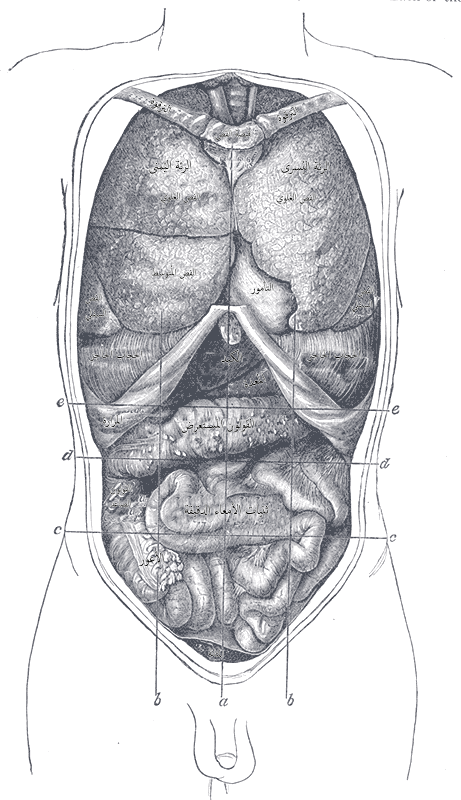
منظر أمامي للأحشاء الصدرية والبطنية.
الجهاز الهضمي.
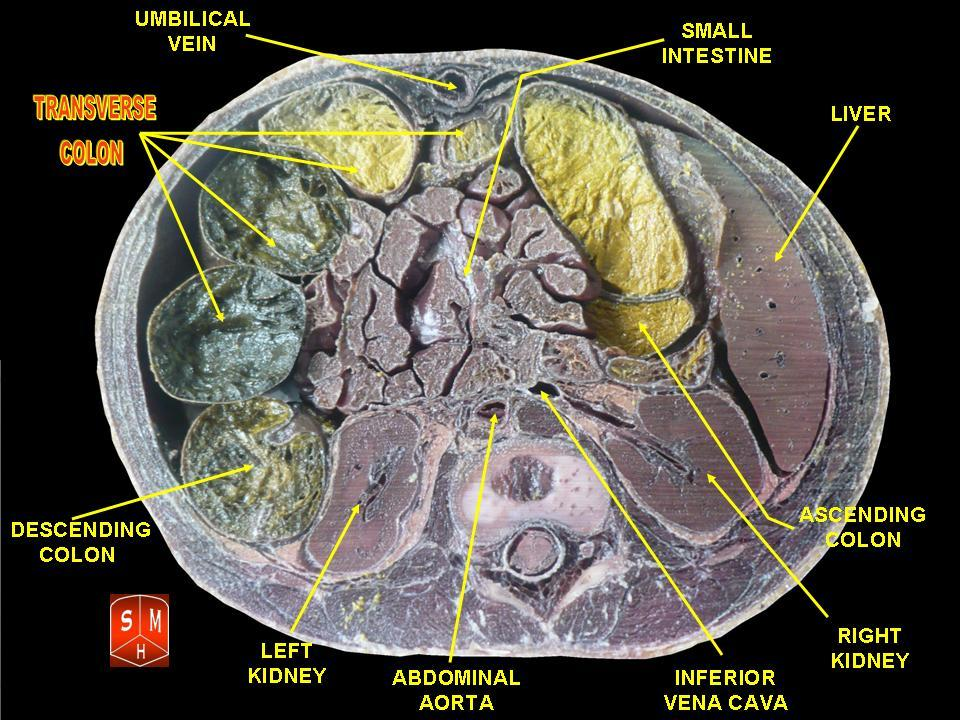
القولون المستعرض.

## روابط خارجية
- شكل تشريحي: 37:06-03 على موقع مركز سوني دونستات الطبي (تشريح بشري عبر الإنترنت). - «الأمعاء الغليظة».